# Derambila lumenaria
Derambila lumenaria är en fjärilsart som beskrevs av Charles Andreas Geyer 1837. Derambila lumenaria ingår i släktet Derambila och familjen mätare. Inga underarter finns listade i Catalogue of Life.